# سیارک ۵۸۹۱
سیارک ۵۸۹۱ (به انگلیسی: 5891 Gehrig، نامگذاری:1981SM) پنج هزار و هشتصد و نود و یکمین سیارک کشف شده‌است که در ۲۲ سپتامبر ۱۹۸۱ کشف شد.
قدر مطلق سیارک برابر ۱۳٫۳۰ است.